# Eustochus besucheti
Eustochus besucheti är en stekelart som beskrevs av Bakkendorf 1964. Eustochus besucheti ingår i släktet Eustochus och familjen dvärgsteklar.
Artens utbredningsområde är Schweiz. Inga underarter finns listade i Catalogue of Life.